# NGC 1340
NGC 1340 (другие обозначения — NGC 1344, ESO 418-5, MCG -5-9-5, AM 0326-311, PGC 12923) — эллиптическая галактика (E5) в созвездии Печь.
Этот объект занесён в Новый общий каталог дважды, с обозначениями NGC 1340 и NGC 1344. Он входит в число перечисленных в оригинальной редакции Нового общего каталога.
Галактика входит в Скопление Печи.
Галактика NGC 1344 входит в состав группы галактик NGC 1399. Помимо NGC 1344 в группу также входят ещё 41 галактика.
Ещё Джон Дрейер в примечании к Новому общему каталогу предположил, что NGC 1340 — то же, что и NGC 1344. Джон Гершель, по наблюдениям которого галактика и была ещё раз записана в каталог под обозначением NGC 1340, слишком грубо  измерил координаты объекта при первых наблюдениях, а потом, когда Гершель составлял свою «таблицу туманностей CGH», он измерил их ещё раз, и они получились совсем другими, поэтому он подумал, что на том участке неба есть две разные туманности.